# Владислав Рејмонт
Владислав Станислав Рејмонт (пољ. Władysław Stanisław Reymont; Радомско, 7. мај 1867 — Варшава, 5. децембар 1925), био је пољски књижевник. Добитник је Нобелове награде за књижевност 1924.
Припадао је кругу књижевника „Млада Пољска“ и био је близак натурализму у књижевности. 
Његов најпознатији роман „Сељаци“ (Chłopi, 1904–1909), подељен у четири дела која носе имена годишњих доба, поменут је у повељи о додели Нобелове награде.

## Дела
- Комедијантка (Komediantka, 1896)
- Ферменти (Fermenty, 1897)
- Обећана земља (Ziemia obiecana, 1898)
- Сељаци (Chłopi, 1904–1909)
- Година 1794. (Rok 1794, 1914–1919)
- Вампир (Wampir, 1911)
- Побуна (Bunt, 1924)